# Редица на Коши
Редица на Коши или фундаментална редица в математиката, се нарича редица, чиито елементи стават все по-близки с увеличаване на поредния си номер. По-точно, чрез отстраняване на краен брой елементи от началото на една редица на Коши, разстоянието между всеки два от останалите елементи може да се направи произволно малко. Редиците на Коши носят името на френския математик Огюстен Коши.

## Редица на Коши от реални числа
Редицата от реални числа
{\displaystyle x_{1},x_{2},x_{3},\ldots }
се нарича редица на Коши (или фундаментална редица), ако за всяко реално число ε > 0 съществува естествено число N такова, че за всеки две естествени числа m, n > N е изпълнено
{\displaystyle |x_{m}-x_{n}|<\varepsilon ,}
където вертикалните черти означават абсолютна стойност.
Редица на Коши може да се дефинира по подобен начин и за множеството на комплексните числа.

## Дефиниция за метрично пространство
Горната дефиниция може да се обобщи за произволно метрично пространство (реалните числа заедно с метриката {\displaystyle d(x,y)=|x-y|} образуват метрично пространство). За целта абсолютната стойност {\displaystyle |x_{m}-x_{n}|} се заменя от разстоянието {\displaystyle d(x_{m},\ x_{n})} между {\displaystyle x_{m}} и {\displaystyle x_{n}}.
Формално, за дадено метрично пространство (M, d), редицата
{\displaystyle x_{1},x_{2},x_{3},\ldots \quad x_{i}\in M}
е редица на Коши, ако за всяко реално число ε > 0 съществува естествено число N такова, че за всеки две естествени числа m, n > N, е изпълнено
{\displaystyle d(x_{m},\ x_{n})<\varepsilon }.
Грубо казано членовете на редицата стават все по-близки един до друг по начин, който би предположил, че редицата има граница. Това, обаче не винаги е така.

## Общи сведения
Редиците на Коши се дефинират чрез понятието за разстояние, поради което те могат да бъдат дефинирани само в метрично пространство. Съществуват и обобщения за по-абстрактни еднообразни пространства под формата на филтър на Коши и мрежа на Коши.
Те са интересни, тъй като в едно пълно пространство всички подобни редици клонят към някаква граница и свойството на Коши може да се докаже или опровергае, без да се търси стойността на границата (ако тя съществува), за разлика от доказателства, следващи дефиницията за сходимост. Те са важни и при конструиране на алгебрични структури със свойства на пълност като реалните числа.
Всяка сходяща редица е редица на Коши. Обратното обаче не винаги е вярно. Метрични пространства, в които всяка редица на Коши е сходяща, се наричат пълни пространства. Един пример за такова пространство е метричното пространство на реалните числа.